# Hatsimla
Hatsimla è una suddivisione dell'India, classificata come census town, di 6.175 abitanti, situata nel distretto di Bardhaman, nello stato federato del Bengala Occidentale. In base al numero di abitanti la città rientra nella classe V (da 5.000 a 9.999 persone).

## Geografia fisica
La città è situata a 23° 20' 59 N e 88° 18' 36 E.

## Società

### Evoluzione demografica
Al censimento del 2001 la popolazione di Hatsimla assommava a 6.175 persone, delle quali 3.352 maschi e 2.823 femmine. I bambini di età inferiore o uguale ai sei anni assommavano a 729, dei quali 355 maschi e 374 femmine. Infine, coloro che erano in grado di saper almeno leggere e scrivere erano 4.235, dei quali 2.527 maschi e 1.708 femmine.